# Модел на Томас-Ферми
Моделът на Томас-Ферми е квантово-механично описание на структурата на сложни атоми, използващо функционали на електронната плътност, за разлика от класическата вълнова (матрична) квантова механика. Наречен е по името на своите създатели – британския физик Люелин Томас (Llewellyn Hilleth Thomas) и италианския физик Енрико Ферми, които го разработват независимо един от друг през 1927 г. Това е първият модел от множеството статистически теории за функционала на плътността, разработени впоследствие. Тази съвкупност от статистически модели, наречени с общото име теория за функционала на плътността (англ. Density Functional Theory, DFT) e изключително удобна за практически изчисления на структурата на многочастични квантови системи, за които точното решаване на уравнението на Шрьодингер е практически непосилна задача дори за съвременните компютри, ако броят на частиците в системата е повече от няколкостотин.
Броят електрони в обем ΔV от импулсното пространство се задава с:
{\displaystyle \Delta N=n({\vec {r}})\ \Delta V}
където {\displaystyle n({\vec {r}})} е електронната плътност.
Чрез интегриране до нивото на Ферми се получават следните функционали за кинетичната и потенциалната енергии на електроните, изразени чрез електронната плътност (която е функция на координатите):
{\displaystyle T=C_{F}\int [n({\vec {r}})]^{5/3}\ d^{3}r\ }
{\displaystyle U_{eN}=\int n({\vec {r}})\ V_{N}({\vec {r}})\ d^{3}r\,}
където {\displaystyle V_{N}({\vec {r}})\,} е потенциалната енергия на електрона в точка {\displaystyle {\vec {r}}\,}. За атом с Z на брой протони тя е:
{\displaystyle V_{N}({\vec {r}})={\frac {-Ze^{2}}{r}}}
където е е елементарният заряд на електрона, а интеграционната константа се получава от условието за нормализация:
{\displaystyle C_{F}={\frac {3h^{2}}{10m_{e}}}\left({\frac {3}{8\pi }}\right)^{\frac {2}{3}}.}
Потенциалната енергия на електроните, дължаща се на взаимодействието помежду им, e:
{\displaystyle U_{ee}={\frac {1}{2}}\ e^{2}\int {\frac {n({\vec {r}})\ n({\vec {r}}\,')}{\left\vert {\vec {r}}-{\vec {r}}\,'\right\vert }}\ d^{3}r\ d^{3}r'.}
Пълната енергия на електроните е сума от техните кинетична и потенциална енергии:
{\displaystyle {\begin{aligned}E&=T\ +\ U_{eN}\ +\ U_{ee}\\&=C_{F}\int [n({\vec {r}})]^{5/3}\ d^{3}r\ +\int n({\vec {r}})\ V_{N}({\vec {r}})\ d^{3}r\ +\ {\frac {1}{2}}\ e^{2}\int {\frac {n({\vec {r}})\ n({\vec {r}}\,')}{\left\vert {\vec {r}}-{\vec {r}}\,'\right\vert }}\ d^{3}r\ d^{3}r'\\\end{aligned}}}
Въпреки че е важна стъпка към разработването на бъдещата теория за функционала на плътността, моделът на Томас-Ферми е неточен за практически изчисления поради приближенията в израза за кинетичната енергия и неотчитане на обменното взаимодействие между електроните, дължащо се на принципа на Паули. През 1928 г. Пол Дирак добавя израз за обменната енергия към уравненията.